# Филдон (тауншип, Миннесота)
Филдон (англ. Fieldon) — тауншип в округе Уотонуан, Миннесота, США. На 2000 год его население составило 246 человек.

## География
По данным Бюро переписи населения США площадь тауншипа составляет 92,9 км², из которых 92,5 км² занимает суша, а 0,4 км² — вода (0,45 %).

## Демография
По данным переписи населения 2000 года здесь находились 246 человек, 84 домохозяйства и 68 семей.  Плотность населения —  2,7 чел./км².  На территории тауншипа расположено 96 построек со средней плотностью 1,0 построек на один квадратный километр. Расовый состав населения: 97,97 % белых, 0,41 % коренных американцев и 1,63 % приходится на две или более других рас.
Из 84 домохозяйств в 42,9 % воспитывались дети до 18 лет, в 71,4 % проживали супружеские пары, в 3,6 % проживали незамужние женщины и в 19,0 % домохозяйств проживали несемейные люди. 10,7 % домохозяйств состояли из одного человека, при том 3,6 % из — одиноких пожилых людей старше 65 лет. Средний размер домохозяйства — 2,93, а семьи — 3,15 человека.
30,9 % населения — младше 18 лет, 5,7 % — в возрасте от 18 до 24 лет, 28,5 % — от 25 до 44, 23,6 % — от 45 до 64, и 11,4 % — старше 65 лет. Средний возраст — 34 года. На каждые 100 женщин приходилось 105,0 мужчин.  На каждые 100 женщин старше 18 приходилось 100,0 мужчин.
Средний годовой доход домохозяйства составлял 54 167 долларов, а средний годовой доход семьи —  56 000 долларов. Средний доход мужчин —  31 000  долларов, в то время как у женщин — 28 281. Доход на душу населения составил 19 001 доллар. За чертой бедности находились 9,5 % семей и 9,7 % всего населения тауншипа, из которых 15,5 % младше 18 лет.